# 罗沙伊德
罗沙伊德是德国莱茵兰-普法尔茨州的一个市镇。总面积5.13平方公里，总人口61人，其中男性31人，女性30人（2011年12月31日），人口密度12人/平方公里。